# NGC 2486
NGC 2486 ist eine Balken-Spiralgalaxie mit aktivem Galaxienkern vom Hubble-Typ SBb im Sternbild Zwillinge auf der Ekliptik. Sie ist schätzungsweise 205 Millionen Lichtjahre von der Milchstraße entfernt und hat einen Durchmesser von etwa 170.000 Lj. Wahrscheinlich bildet sie gemeinsam mit NGC 2487 ein gebundenes Galaxienpaar. 

Im selben Himmelsareal befinden sich weiterhin die Galaxien NGC 2498, IC 481, IC 482.
Das Objekt wurde am 7. November 1864 von Albert Marth entdeckt.